# Circuito oval

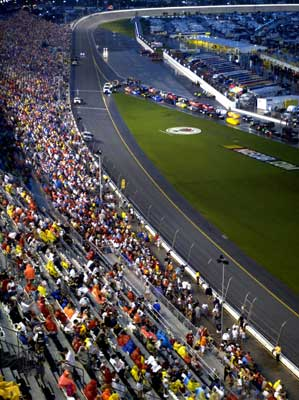
O Daytona International Speedway, um circuito oval.

Um circuito oval ou uma pista oval é um tipo de autódromo dedicado a corridas, seu traçado difere de um circuito misto por conter curvas apenas em uma direção. Circuitos ovais são populares principalmente nos Estados Unidos, também podendo ser encontrados em outros países como Canadá, México, Reino Unido Austrália, Itália, Japão ou Argentina.

## História
Sua origem é nos Estados Unidos, no final do século XIX várias cidades proibiram a realização de corridas de carros em suas ruas e estradas, por esse motivo as corridas só puderam ser realizadas em circuitos fechados, na época, para aproveitar a estrutura já existente, foram usados muitos hipódromos para a prática dessas corridas, depois foram construídos circuitos específicos para a prática das corridas, mas eles mantiveram as características dos hipódromos.
Desde o século XIX, o Knoxville Raceway (originalmente, um hipódromo) já recebia corridas a motor, o primeiro circuito oval oficialmente é o Milwaukee Mile, construído em 1903, em 1907 é construído o circuito de Brooklands no Reino Unido, em 1909 o Indianapolis Motor Speedway, o Autodromo Nazionale Monza construído em 1929 também conta com um circuito oval.
As corridas em ovais foram popularizadas sobretudo pelas 500 Milhas de Indianápolis disputada desde 1911, e pela Corrida de Daytona Beach disputada entre 1902 e 1958 até a construção do Daytona International Speedway que passou a realizar a Daytona 500.

## Tipos de solo

### Gelo
A competição de motos conhecida por Ice Speedway, disputada nos gelados Países Nórdicos e do Leste Europeu, ocorre num circuito oval com pista de gelo.
Sempre no início do ano, a revista russa Za Rulem realiza a chamada “Corrida das Estrelas”, disputada no Hipódromo de Moscou, numa pista oval de gelo.

### Terra

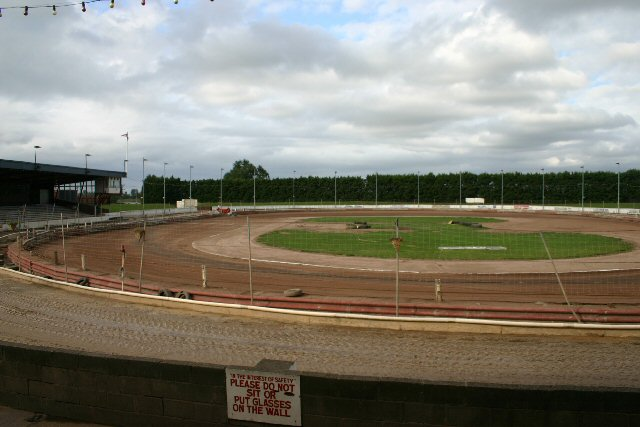
Um oval com pista de terra.

Forma mais antiga de circuitos ovais, geralmente são de tamanho curto, derivam de algum campo de atletismo ou de alguma pista de turfe, suas curvas raramente contém inclinação, possuem em grande quantidade devido ao custo baixo de construção e manutenção, são utilizados principalmente por sprint cars e algumas categorias menores de stock cars.

### Tábuas de Madeira
Foram construídos alguns no início do século XX, o Los Angeles Motordrome e o Tacoma Speedway são exemplos de circuito oval com pista de tábua de madeira.

### Asfalto ou concreto
São tipos de pistas usados pelas categorias maiores, pois possibilitam uma maior velocidade e maior aderência do carro na pista. Por esse motivo geralmente possuem inclinação nas curvas, seu custo é geralmente muito mais alto que um oval de terra.
As pistas com asfalto mais antigo ou de concreto são mais abrasivas – ou seja, aumentam o consumo dos pneus. Rockingham e Bristol são exemplos desse tipo de superfície. As pistas lisas, que foram recentemente recapeadas, provocam muito menos desgaste, e é comum que nelas se vejam muitas estratégias de combustível. Michigan está nesse último grupo.

### Misto
Um exemplo de oval com pista mista é o Circuito de Rua de Daytona Beach, com uma parte de terra e outra de asfalto.

## Formatos

### Bi-ovais
Considerados os ovais clássicos por possuírem duas curvas. As únicas variações são o tamanho, a inclinação e a simetria dos circuitos. Dividem-se em duas categorias:
| Categorias                                 | Exemplos                                                                       | Imagem |
| ------------------------------------------ | ------------------------------------------------------------------------------ | ------ |
| Simétrica ou Oval puro                     | - Dover International Speedway - Milwaukee Mile - New Hampshire Motor Speedway |        |
| Assimétrica ou Ovalada (em formato de Ovo) | - Darlington Raceway - Twin Ring Motegi (Japão)                                |        |

### Tri-ovaisouTriangulares

Pocono Raceway.

As chamadas Tri-ovais são aquelas que possuem três retas e três curvas. São construídas principalmente para dar maior velocidade ao circuito, já que o grau dessas curvas consegue ser menor que os bi-ovais.
Exemplos
- Pocono Raceway
- EuroSpeedway Lausitz (Alemanha)

### D-ovaisouEm Formato de D

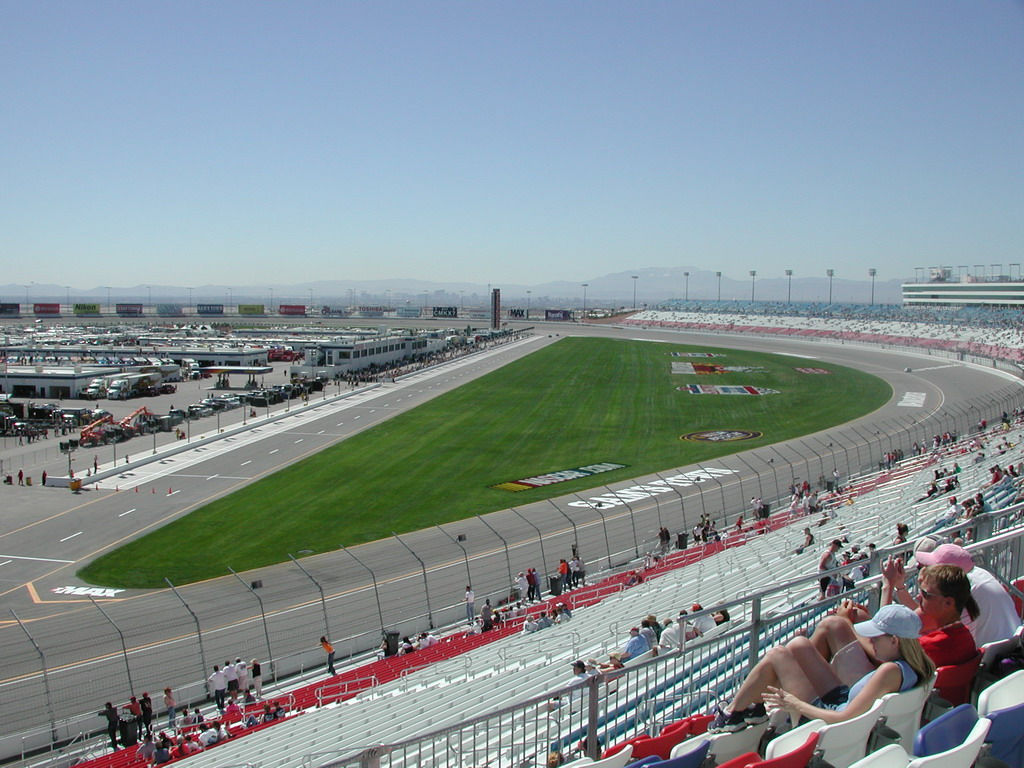
O Las Vegas Motor Speedway, um D-oval.

As chamadas D-ovais ou Em Formato de D são aquelas formadas por uma reta, duas curvas e uma “reta-curva”. Considerados uma mistura dos bi-ovais com os tri-ovais, consistem em duas curvas mais fechadas e uma curva muito aberta, quase considerada como uma reta, lembrando o formato da letra D (por isso seu nome). Essa configuração é preferível pois garante ao público uma melhor visão da corrida, em compensação o seu custo costuma ser o mais caro devido ao grande aterramento utilizado para garantir a inclinação da curva mais aberta.
Exemplos
- Auto Club Speedway
- Richmond International Raceway
- Calder Park Raceway (Austrália)

### Quad-ovais,Quadri-ovaisouTrapezoidais

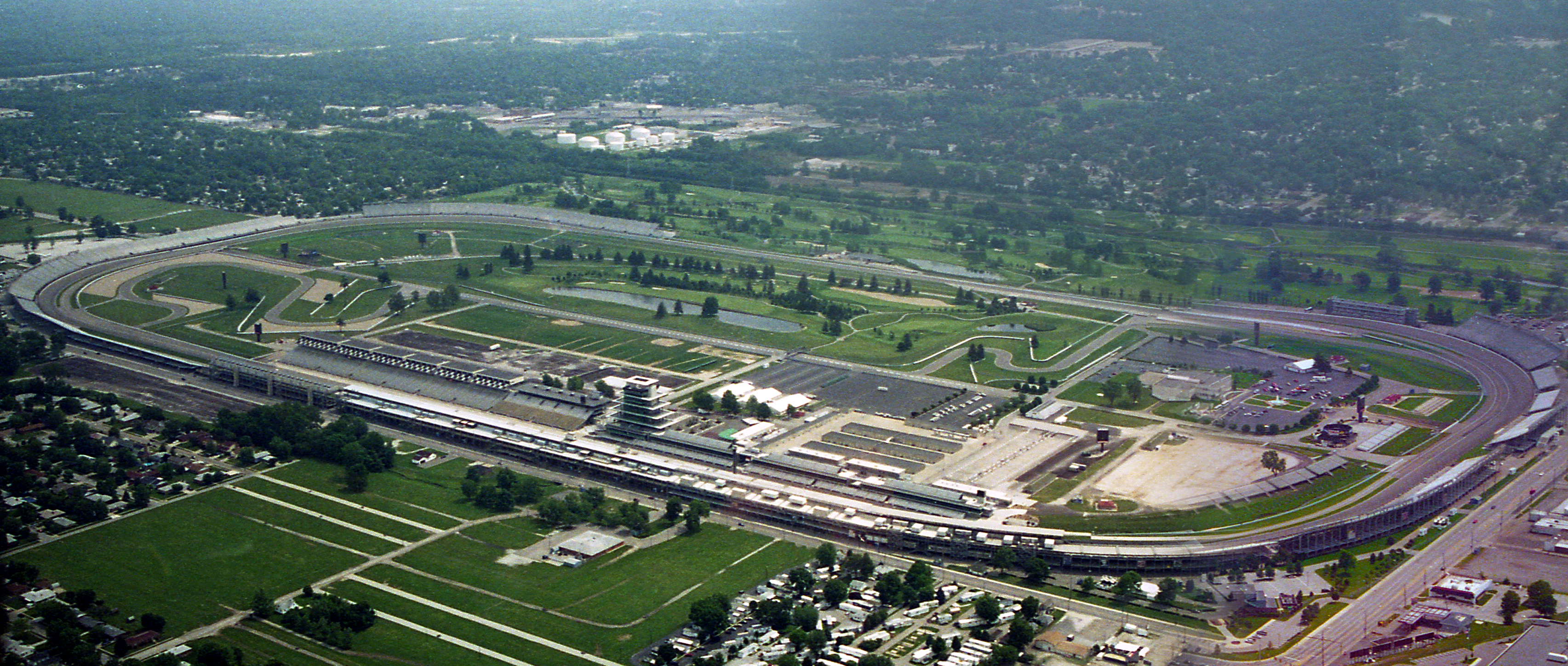
O Indianapolis Motor Speedway, um quad-oval.

Circuitos em que há uma reta maior, duas curvas maiores e uma reta menor entre elas. São constituídos por quatro curvas, e podem ter a forma retangular ou de um trapézio. Geralmente são raros de se encontrar, pois as curvas são pequenas o que acaba diminuindo a velocidade, por isso acaba se preferindo construir bi ou tri-ovais.
Exemplos
- Indianapolis Motor Speedway
- Autódromo de Jacarepaguá (Brasil)
- Rockingham Motor Speedway (Inglaterra)

### Ovais em 8ouFigure 8

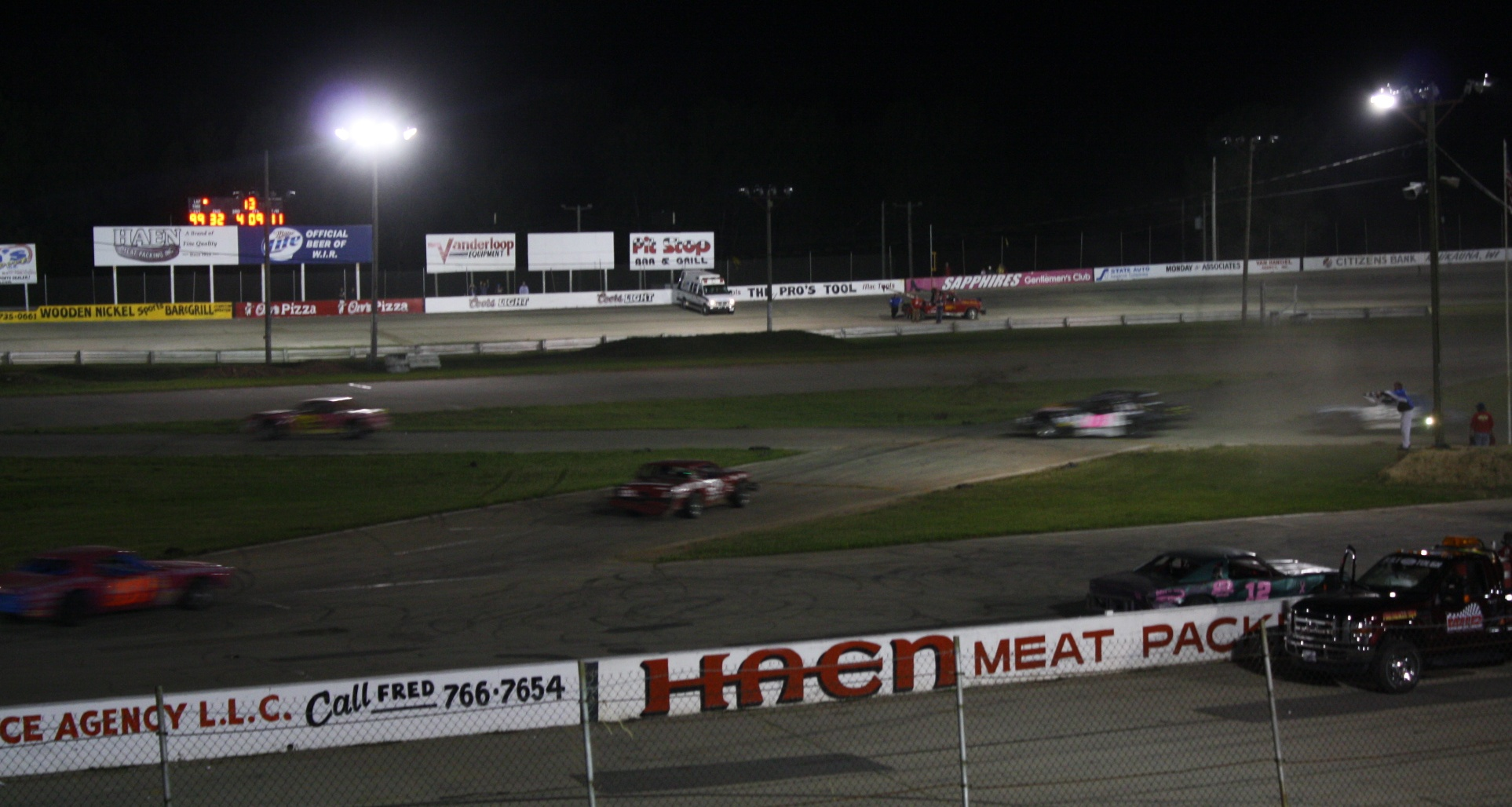
Corrida noturna no Wisconsin International Raceway, um figure 8.

Circuitos em que há um formato de 8, ou seja possui um cruzamento na parte central da pista, normalmente usados em corridas de demolição. É mostrado um exemplo de Figure 8 em Carros 3.
Exemplos
- Irwindale Speedway
- Seekonk Speedway
- Toledo Speedway
- Wisconsin International Raceway

### Sem Classificação
Nesta categoria estão os ovais que, por possuirem um formato excêntrico e singular, não se encaixam em nenhuma outra.
| Circuito                               | Excentricidade | Imagem |
| -------------------------------------- | --- | ------ |
| - Nardò Ring                           | Curioso formato de Círculo Perfeito. Mesmo assim, é considerado um oval |        |
| - Trenton Speedway                     | 3 retas e 3 curvas, sendo 1 para a direita. Mesmo assim, é considerado um oval |        |
| - Autódromo de Brasília (Anel externo) | O anel externo do Autódromo de Brasília é quase-oval, mas por possuir quatro curvas, e ter uma reta-curva, pode ser considerado, também, um oval, tanto que a IndyCar Series iria usa-la em 2015, se a prova não tivesse sido cancelada. |        |
| - Brooklands                           | - Circuito interno: A última curva do oval do circuito de Brooklands e bem fechada. Por isso, os carros tem que reduzir a velocidade para faze-la. - Circuito interno: Formato semelhante ao de Trenton Speedway                         |        |
| - Hockenheimring (Anel externo)        | 2 curvas bem fechadas, uma curva quase reta, e uma curva bem aberta. Tinha quase 7 km de extensão |        |
| - Circuito de AVUS                     | 2 longas retas paralelas e 4 curvas (1 para a direita), mas com inclinações diferentes das de um traçado oval tradicional. |        |

## Rovais

O Auto Club Speedway que combina um traçado oval com traçados mistos.

Os chamados rovais (road + oval) são os circuitos que combinam um traçado oval com um traçado de circuito misto aproveitando a parte interna do circuito, por isso geralmente estão presentes nos ovais maiores.
- Exemplos
  - Indianapolis Motor Speedway
  - Homestead-Miami Speedway
  - Daytona International Speedway
  - Auto Club Speedway
  - Charlotte Motor Speedway
  - Rockingham Speedway
  - New Hampshire Motor Speedway
  - Nashville Superspeedway
  - Autódromo Miguel E. Abed (México)
  - Autódromo Ciudad de Rafaela (Argentina)

## Tamanho

### Mini ovais
Os mini ovais são os circuitos que possuem menos de meia milha (800 metros) de extensão, em sua maioria são compostos por circuitos de terra, raramente possuem solo asfaltado já que muitas categorias não consideram seguros esses tipos de ovais devido a alta velocidade.
Este tipo de oval é usualmente utilizado por categorias menores da NASCAR, por karts e pela categoria de motociclismo conhecida por "Speedway"

### Short TracksouOvais curtos

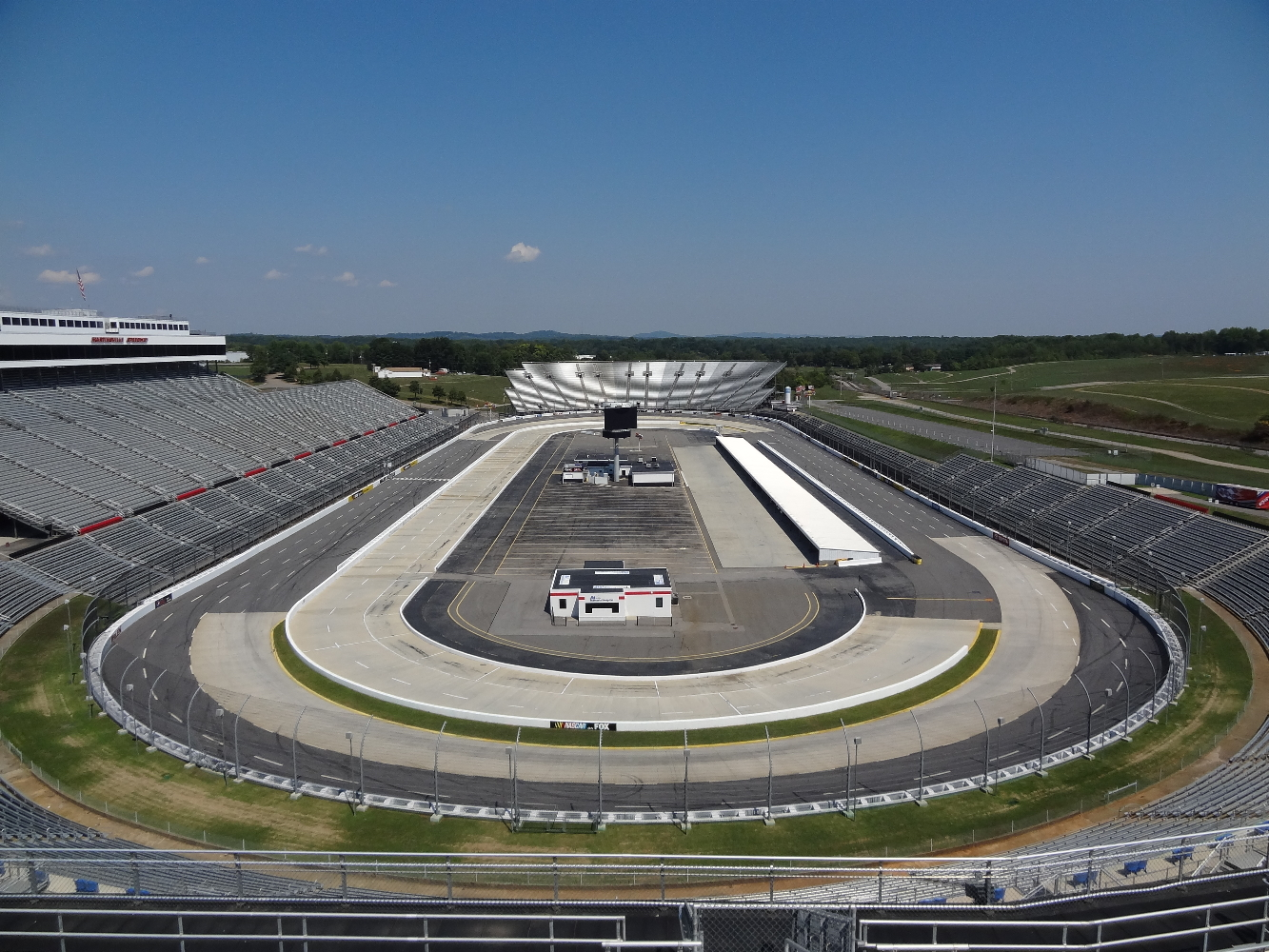
O Martinsville Speedway, um oval curto com um pouco mais de meia milha.

São considerados ovais curtos os circuitos que possuem entre 0,5 milhas (800 metros) e 1 milha (1600 metros) de extensão. São compostos por circuitos de terra e de asfalto. A partir dessa categoria consegue-se corrida nas principais categorias do país, a NASCAR e a Indy.
Nessas pistas, os carros não conseguem passar de pouco mais de 160 km/h (com exceção de Bristol). O contato entre os participantes é intenso e é difícil chegar ao final da corrida ileso.
Exemplos
- Autódromo Potosino (0,5 milhas)
- Raceway Venray (0,5 milhas)
- Martinsville Speedway (0,526 milhas)
- Bristol Motor Speedway (0,533 milhas)
- El Dorado Speedway (0,625 milhas)
- North Wilkesboro Speedway (0,625 milhas)
- Indianapolis Raceway Park (0,686 milhas)
- Richmond International Raceway (0,75 milhas)
- Iowa Speedway (0,875 milhas)
- Ovalo Aguascalientes México (0,875 milhas)

### IntermediáriosouSpeedways

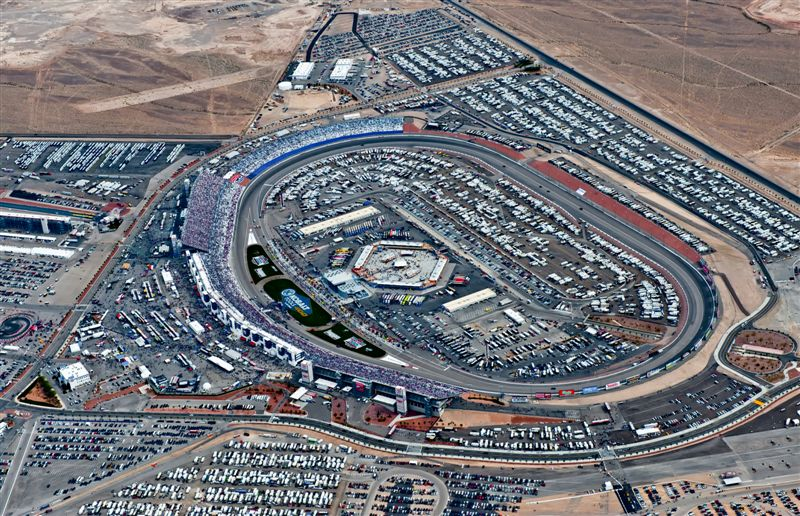
Las Vegas Motor Speedway, oval de 1,5 milha.

Os ovais Intermediários ou Speedways são os que possuem entre 1 milha (1600 metros) e 2 milhas (3200 metros) de extensão, e constituem a maioria dos circuitos presentes no calendário da Nascar e da Indy. Raramente são encontrados ovais de terra dessa dimensão. Esses tamanhos são os que compõem a maioria dos ovais usados na NASCAR e na Indy.
Este tipo de oval é mais estratégico ao piloto e a equipe, pois cabe a eles determinar a melhor forma de acerto do carro e ao piloto, o ponto certo para ultrapassar.
Exemplos
- Atlanta Motor Speedway (1,54 milhas)
- Charlotte Motor Speedway (1,5 milhas)
- Chicagoland Speedway (1,5 milhas)
- Darlington Raceway (1,366 milhas)
- Homestead-Miami Speedway (1,5 milhas)
- Kansas Speedway (1,5 milhas)
- Kentucky Speedway (1,5 milhas)
- Las Vegas Motor Speedway (1,5 milhas)
- Texas Motor Speedway (1,5 milhas)

### SuperspeedwaysouSuper Ovais

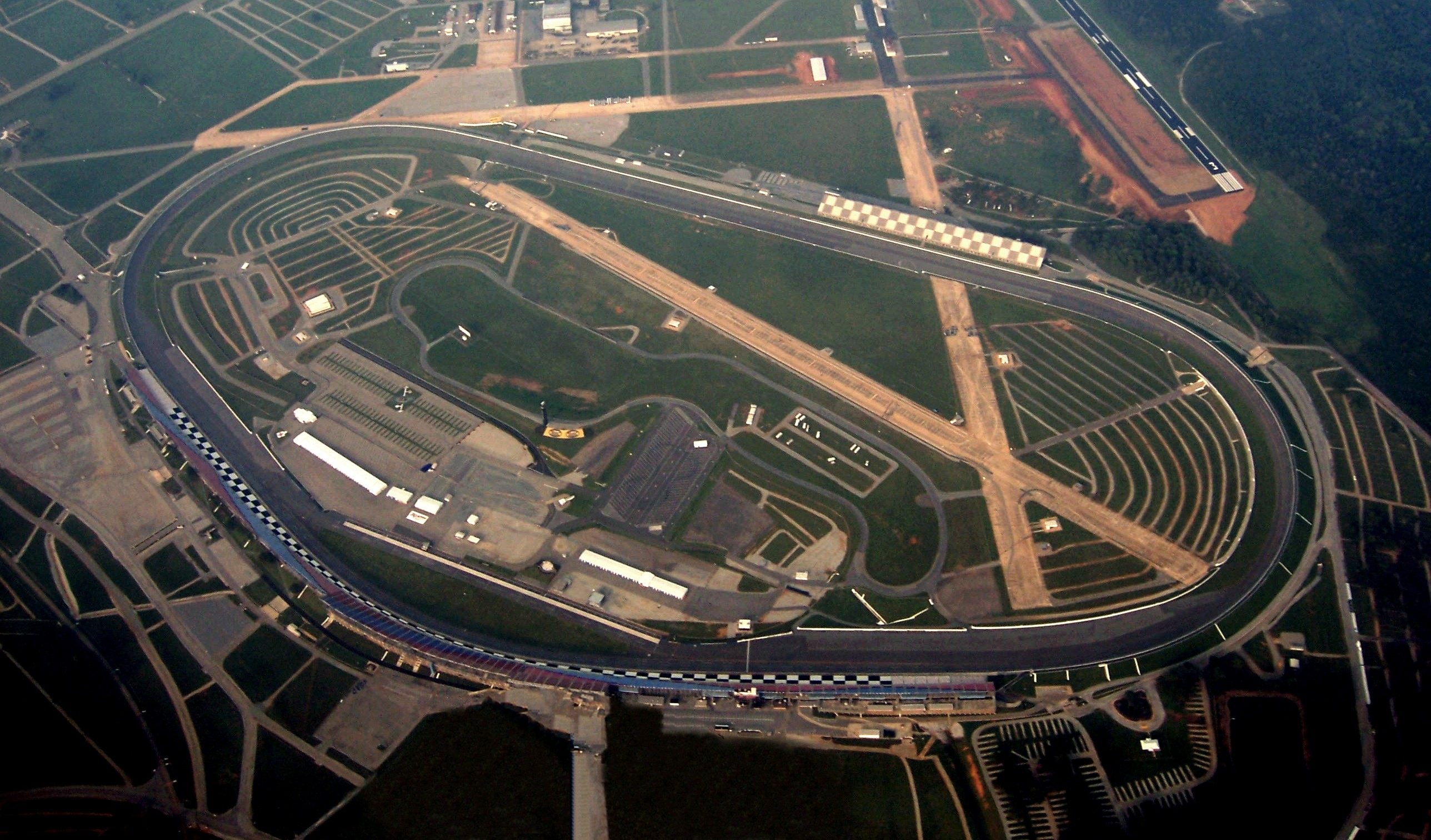
O Talladega Superspeedway, com 2,66 milhas.

Os superspeedways ou super ovais são os que possuem mais de 2 milhas (3200 metros) de extensão. Pelo seu tamanho gigante são os que concentram as maiores velocidades, podendo ultrapassar os 350 km/h (Talladega, por exemplo, é considerada a ‘milha mais rápida do mundo’), e os carros com motor mais potente costumam levar vantagem nesse tipo de circuito. A chance de grandes batidas envolvendo dezenas de pilotos é bem maior do que nos outros autódromos – assim como a possibilidade de uma zebra vencer a corrida Os carros, normalmente, andam próximos uns dos outros para utilizar o vácuo, aproveitando-se do ar de forma a fazer a aproximação e tentar a ultrapassagem.
São as mais raras, devido ao alto custo de construção e manutenção.
Exemplos
- Indianapolis Motor Speedway (2,5 milhas)
- Daytona International Speedway (2,5 milhas)
- Talladega Superspeedway (2,66 milhas)
- Pocono Raceway (2,5 milhas)

## Inclinação

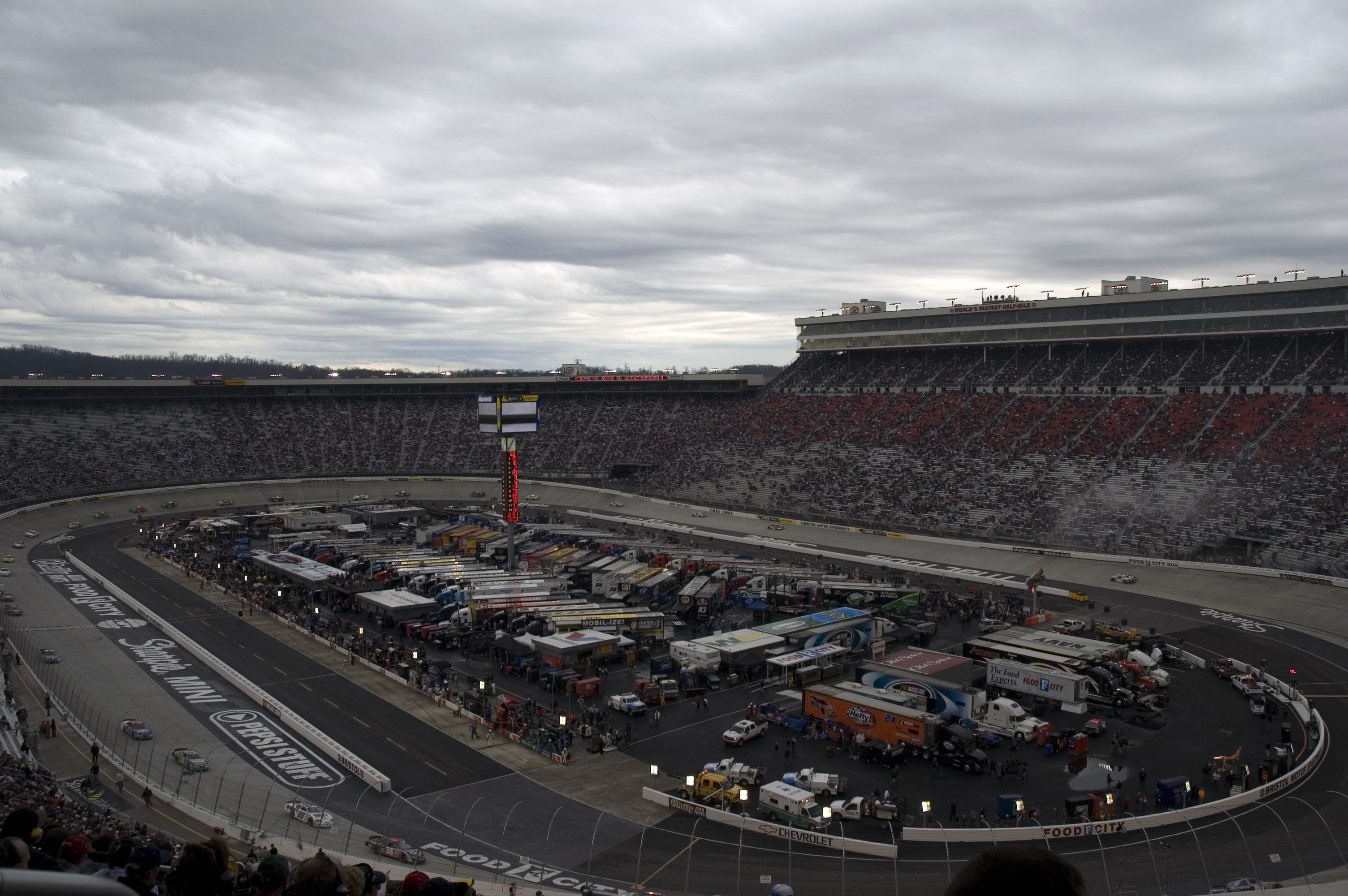
Bristol Motor Speedway com até 30° de inclinação.

Circuitos ovais podem apresentar inclinação tanto em retas quanto em curvas, contudo a inclinação nas retas costuma ser menor, circuitos sem nenhuma inclinação são raros de se encontrar, de baixa inclinação geralmente são antigos ou pequenos, média e principalmente alta inclinação são mais comuns nos novos circuitos.
Circuitos como Milwaukee e Indianapolis possuem aproximadamente 9° de inclinação nas curvas são considerados de baixa inclinação.
Charlotte, Texas e Dover são ovais intermediários com 24° de inclinação, Bristol é um oval curto com até 30° de inclinação.
Superspeedways como Talladega possui até 33° de inclinação, Daytona possui 32° de inclinação nas curvas, ambos considerado de alta inclinação. Sitges-Terramar, na Espanha, chega a ter absurdos 90º de inclinação na parte mais alta
das curvas.

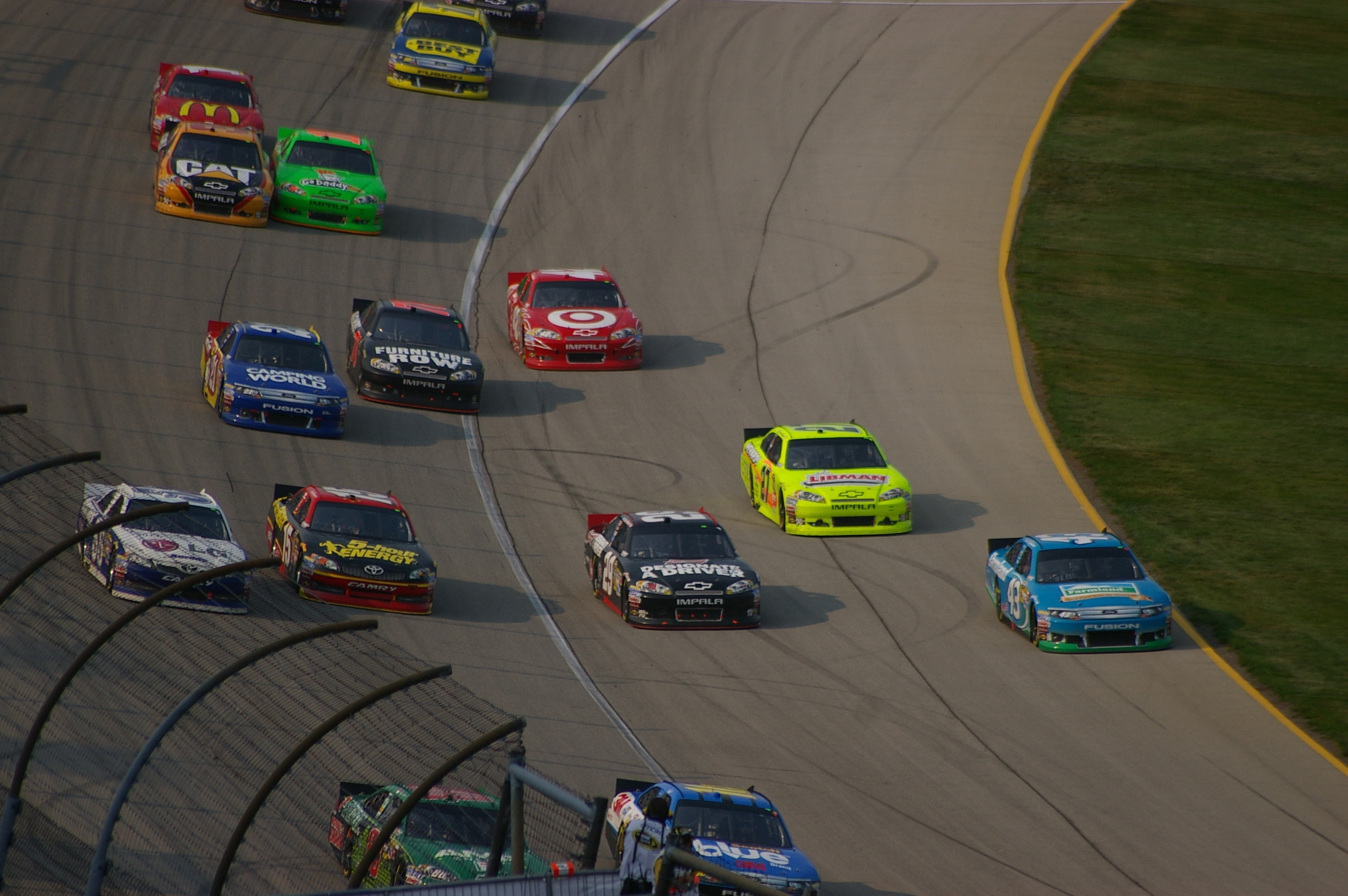
Diferença de inclinação em relação a parte interna (apron) e externa da pista de um circuito oval.

Circuitos ovais costumam ter uma parte interna com menor inclinação chamada de apron, geralmente utilizada como área de escape ou para entrada dos pit stops.
A função da inclinação é ajudar o carro na “downforce”, isto é, a força que “puxa para baixo”. Assim, a pressão fica menor e há um ganho de velocidade. Além disso, a inclinação é importante pela segurança, já que permite que o carro ande mais rápido sem perder a tração, pois os pneus acabam sendo forçados pela “downforce” e geram mais aderência com o solo.
Por isso, os circuitos com forte inclinação fazem com que os carros andem em maior velocidade, especialmente nas curvas – parte em que, normalmente, ocorrem os acidentes mais feios.

## Combinação de oval com mistos

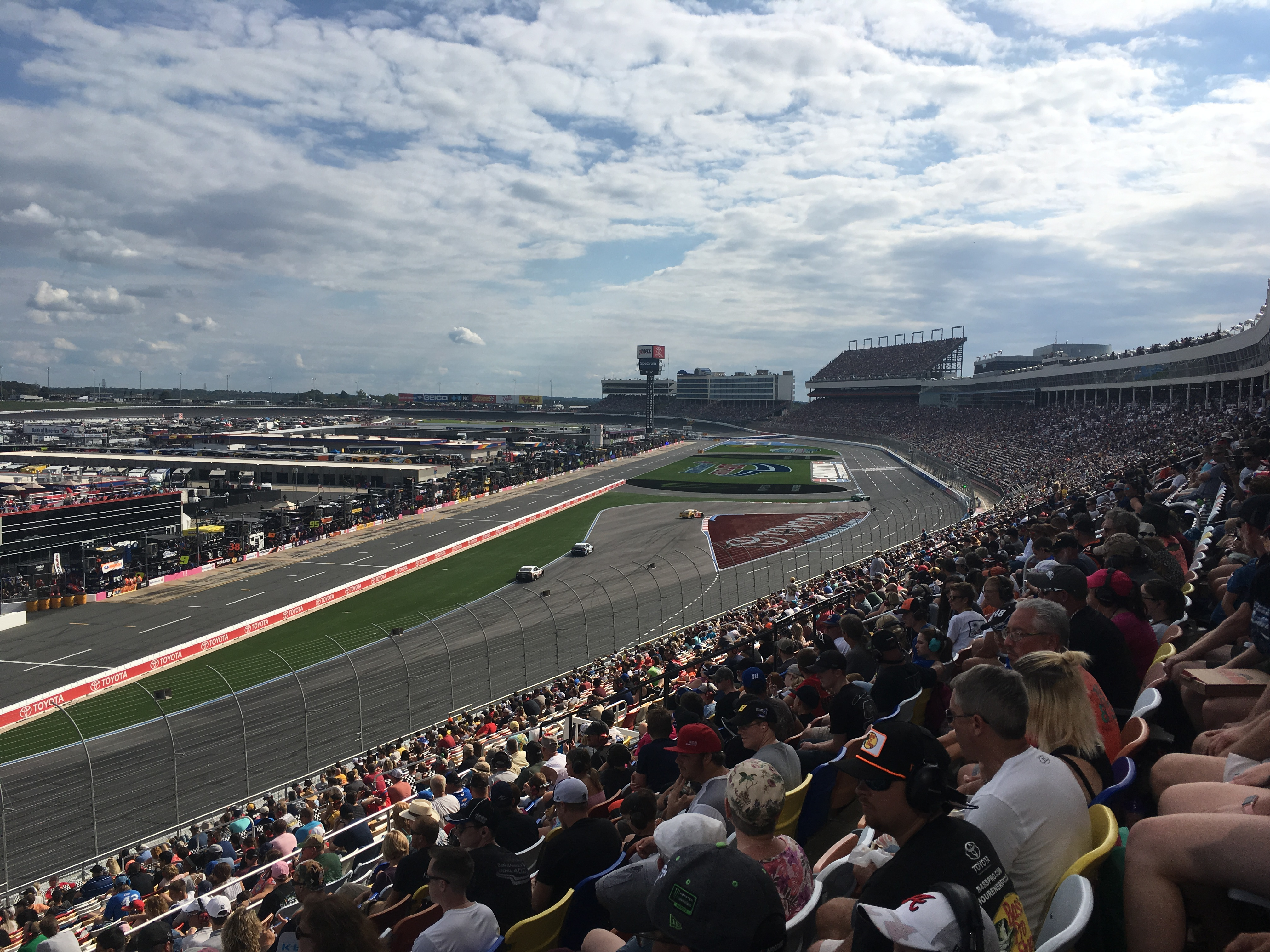
Corrida no roval do Charlotte Motor Speedway.

A combinação de um circuito oval com partes internas de um circuito misto dá-se o nome de roval (road + oval), em uma combinação de alta velocidade com precisão técnica.

## Comparação com circuitos mistos
Corridas em ovais requerem estratégias diferentes de corridas em circuitos mistos. Enquanto os pilotos não precisam ficar trocando constantemente de marchas, usando o freio ou encarando diferentes tipos de curvas, os pilotos precisam se adaptar a pista. Ambos os tipos de circuitos requerem esforço físico, sendo nos ovais, a força G é aplicada apenas em uma direção.
Corridas em mistos podem ser feitas em pista seca ou molhada, nos ovais, devido ao alto desgastes dos sulcos dos pneus nas curvas de alta velocidade, só é possível corrida em pista seca. Apenas em ovais de terra é possível corrida com pista molhada.
Circuitos mistos também costumam ter uma grande área de escape, devido a inclinação, os ovais possuem apenas muro de proteção, atualmente, nas curvas são colocados uma barreira mole (o soft wall).